# Bóng đá tại Thế vận hội Mùa hè 2024
Môn bóng đá tại Thế vận hội Mùa hè 2024 sẽ được tổ chức từ ngày 24 tháng 7 đến ngày 10 tháng 8 năm 2024 tại Pháp. Bên cạnh thành phố đăng cai là Paris, các trận đấu cũng sẽ được tổ chức ở Bordeaux, Décines-Charpieu (gần Lyon), Marseille, Nantes, Nice và Saint-Étienne.
Hai nội dung tranh tài là các giải đấu nam và nữ. Các liên đoàn thành viên FIFA có thể cử đội tuyển tham dự giải đấu. Các đội nam bị giới hạn độ tuổi từ 23 tuổi trở xuống (sinh vào hoặc sau ngày 1 tháng 1 năm 2001) với tối đa ba cầu thủ quá tuổi, trong khi không có giới hạn tuổi đối với các đội nữ.
Canada là đương kim huy chương vàng của nội dung nữ. Brasil là đương kim huy chương vàng của nội dung nam ở hai kỳ liên tiếp (2016 và 2020), nhưng không thể giành quyền tham dự do không vượt qua vòng loại khu vực.

## Lịch thi đấu
Lịch thi đấu được công bố vào ngày 1 tháng 4 năm 2022, và chính thức được FIFA xác nhận vào ngày 28 tháng 7 năm 2022.
| GS | Vòng bảng | QF | Tứ kết | SF | Bán kết | B | Trận tranh huy chương đồng | F | Trận tranh huy chương vàng |

| NgàyNội dung | T4 24 | T5 25 | T6 26 | T7 27 | CN 28 | T2 29 | T3 30 | T4 31 | T5 1 | T6 2 | T7 3 | CN 4 | T2 5 | T3 6 | T4 7 | T5 8 | T6 9 | T7 10 |
| ------------ | ----- | ----- | ----- | ----- | ----- | ----- | ----- | ----- | ---- | ---- | ---- | ---- | ---- | ---- | ---- | ---- | ---- | ----- |
| Nam          | GS    |       |       | GS    |       |       | GS    |       |      | QF   |      |      | SF   |      |      | B    | F    |       |
| Nữ           |       | GS    |       |       | GS    |       |       | GS    |      |      | QF   |      |      | SF   |      |      | B    | F     |

## Địa điểm
Tổng cộng có bảy địa điểm được sử dụng, đã xác nhận vào ngày 17 tháng 12 năm 2020.
| Marseille                                                     | Décines-Charpieu (Lyon)                                       | Paris                               |
| ------------------------------------------------------------- | ------------------------------------------------------------- | ----------------------------------- |
| Sân vận động Vélodrome                                        | Parc Olympique Lyonnais                                       | Sân vận động Công viên các Hoàng tử |
| Sức chứa: 67.394                                              | Sức chứa: 59.186                                              | Sức chứa: 47.929                    |
|                                                               |                                                               |                                     |
| MarseilleDécines-CharpieuParisBordeauxSaint-ÉtienneNiceNantes | MarseilleDécines-CharpieuParisBordeauxSaint-ÉtienneNiceNantes | Bordeaux                            |
| MarseilleDécines-CharpieuParisBordeauxSaint-ÉtienneNiceNantes | MarseilleDécines-CharpieuParisBordeauxSaint-ÉtienneNiceNantes | Sân vận động Bordeaux mới           |
| MarseilleDécines-CharpieuParisBordeauxSaint-ÉtienneNiceNantes | MarseilleDécines-CharpieuParisBordeauxSaint-ÉtienneNiceNantes | Sức chứa: 42.115                    |
| MarseilleDécines-CharpieuParisBordeauxSaint-ÉtienneNiceNantes | MarseilleDécines-CharpieuParisBordeauxSaint-ÉtienneNiceNantes |                                     |
| Saint-Étienne                                                 | Nice                                                          | Nantes                              |
| Sân vận động Geoffroy-Guichard                                | Allianz Riviera                                               | Sân vận động Beaujoire              |
| Sức chứa: 41.965                                              | Sức chứa: 36.178                                              | Sức chứa: 35.322                    |
|                                                               | Tập tin:Allianz Riviera - OGC Nice Stadium.jpg                |                                     |

## Vòng loại
Hội đồng FIFA đã phê duyệt việc phân bổ các suất tham dự tại cuộc họp vào ngày 24 tháng 2 năm 2022.

### Tóm tắt vòng loại
| Quốc gia          | Nam   | Nữ    | Vận động viên |
| ----------------- | ----- | ----- | ------------- |
| Argentina         | Yes   |       | 18            |
| Úc                |       | Yes   | 18            |
| Brasil            |       | Yes   | 18            |
| Canada            |       | Yes   | 18            |
| Colombia          |       | Yes   | 18            |
| Cộng hòa Dominica | Yes   |       | 18            |
| Ai Cập            | Yes   |       | 18            |
| Pháp              | Yes   | Yes   | 36            |
| Đức               |       | Yes   | 18            |
| Guinée            | Yes   |       | 18            |
| Iraq              | Yes   |       | 18            |
| Israel            | Yes   |       | 18            |
| Nhật Bản          | Yes   | Yes   | 36            |
| Mali              | Yes   |       | 18            |
| Maroc             | Yes   |       | 18            |
| New Zealand       | Yes   | Yes   | 36            |
| Nigeria           |       | Yes   | 18            |
| Paraguay          | Yes   |       | 18            |
| Tây Ban Nha       | Yes   | Yes   | 36            |
| Ukraina           | Yes   |       | 18            |
| Hoa Kỳ            | Yes   | Yes   | 36            |
| Uzbekistan        | Yes   |       | 18            |
| Zambia            |       | Yes   | 18            |
| Tổng cộng: 23 NOC | 16/16 | 12/12 | 504/504       |

### Vòng loại nam
Ngoài nước chủ nhà Pháp, 15 đội tuyển U-23 quốc gia nam đủ điều kiện tham dự từ 6 liên đoàn châu lục riêng biệt.
| Giải đấu vòng loại                                               | Ngày diễn ra                     | (Các) địa điểm    | Số suất tham dự | Các đội tuyển vượt qua vòng loại |
| ---------------------------------------------------------------- | -------------------------------- | ----------------- | --------------- | -------------------------------- |
| Chủ nhà                                                          | —                                | —                 | 1               | Pháp                             |
| Giải vô địch bóng đá U-20 Bắc, Trung Mỹ và Caribe 2022           | 18 tháng 6 – 3 tháng 7 năm 2022  | Honduras          | 2               | Hoa Kỳ · Cộng hòa Dominica       |
| Giải vô địch bóng đá U-21 châu Âu 2023                           | 21 tháng 6 – 8 tháng 7 năm 2023  | Georgia · Romania | 3               | Tây Ban Nha · Israel · Ukraina   |
| Cúp bóng đá U-23 các quốc gia châu Phi 2023                      | 24 tháng 6 – 8 tháng 7 năm 2023  | Maroc             | 3               | Maroc · Ai Cập · Mali            |
| Vòng loại bóng đá Thế vận hội Mùa hè khu vực châu Đại Dương 2023 | 27 tháng 8 – 9 tháng 9 năm 2023  | New Zealand       | 1               | New Zealand                      |
| Giải bóng đá tiền Thế vận hội Nam Mỹ 2024                        | 20 tháng 1 – 11 tháng 2 năm 2024 | Venezuela         | 2               | Paraguay · Argentina             |
| Cúp bóng đá U-23 châu Á 2024                                     | 15 tháng 4 – 3 tháng 5 năm 2024  | Qatar             | 3               | Nhật Bản · Uzbekistan · Iraq     |
| Play-off AFC–CAF                                                 | 9 tháng 5 năm 2024               | Pháp              | 1               | Guinée                           |
| Tổng cộng                                                        |                                  |                   | 16              |                                  |

1. 1 2  Ngày và địa điểm của vòng chung kết (hoặc vòng loại cuối của quá trình vòng loại); các giai đoạn vòng loại khác nhau có thể diễn ra ở nhiều địa điểm khác nhau.

### Vòng loại nữ
Ngoài nước chủ nhà Pháp, 11 đội tuyển quốc gia nữ đủ điều kiện tham dự từ 6 liên đoàn châu lục riêng biệt.
| Giải đấu vòng loại                                                  | Ngày diễn ra             | (Các) địa điểm   | Số suất tham dự | Các đội tuyển vượt qua vòng loại |
| ------------------------------------------------------------------- | ------------------------ | ---------------- | --------------- | -------------------------------- |
| Chủ nhà                                                             | —                        | —                | 1               | Pháp                             |
| Giải vô địch bóng đá nữ Bắc, Trung Mỹ và Caribe 2022                | 4 – 18 tháng 7 năm 2022  | Mexico           | 1               | Hoa Kỳ                           |
| Cúp bóng đá nữ Nam Mỹ 2022                                          | 8 – 30 tháng 7 năm 2022  | Colombia         | 2               | Brasil · Colombia                |
| Play-off khu vực Bắc, Trung Mỹ và Caribe                            | 22 – 26 tháng 9 năm 2023 | Jamaica · Canada | 1               | Canada                           |
| Vòng loại bóng đá nữ Thế vận hội Mùa hè 2024 khu vực châu Đại Dương | 7 – 19 tháng 2 năm 2024  | Samoa            | 1               | New Zealand                      |
| Vòng chung kết Giải vô địch bóng đá nữ các quốc gia châu Âu 2024    | 23 – 28 tháng 2 năm 2024 | Nhiều địa điểm   | 2               | Tây Ban Nha · Đức                |
| Vòng loại bóng đá nữ Thế vận hội Mùa hè 2024 khu vực châu Á         | 24 – 28 tháng 2 năm 2024 | Nhiều địa điểm   | 2               | Úc · Nhật Bản                    |
| Vòng loại bóng đá nữ Thế vận hội Mùa hè 2024 khu vực châu Phi       | 5 – 9 tháng 4 năm 2024   | Nhiều địa điểm   | 2               | Nigeria · Zambia                 |
| Tổng cộng                                                           |                          |                  | 12              |                                  |

1. 1 2  Ngày và địa điểm của vòng chung kết (hoặc vòng loại cuối của quá trình vòng loại); các giai đoạn vòng loại khác nhau có thể diễn ra ở nhiều địa điểm khác nhau.

## Tóm tắt huy chương

### Bảng huy chương
| Hạng               | Đoàn               | Vàng | Bạc | Đồng | Tổng số |
| ------------------ | ------------------ | ---- | --- | ---- | ------- |
| 1                  | Hoa Kỳ             | 1    | 0   | 0    | 1       |
| 1                  | Tây Ban Nha        | 1    | 0   | 0    | 1       |
| 3                  | Brasil             | 0    | 1   | 0    | 1       |
| 3                  | Pháp               | 0    | 1   | 0    | 1       |
| 5                  | Maroc              | 0    | 0   | 1    | 1       |
| 5                  | Đức                | 0    | 0   | 1    | 1       |
| Tổng số (6 đơn vị) | Tổng số (6 đơn vị) | 2    | 2   | 2    | 6       |

### Vận động viên giành huy chương
| Nội dung | Vàng | Bạc | Đồng |
| -------- | --- | --- | --- |
| Nam      | Tây Ban Nha (ESP) · Álex Baena · Pablo Barrios · Adrián Bernabé · Sergio Camello · Pau Cubarsí · Eric García · Joan García · Sergio Gómez · Miguel Gutiérrez · Alejandro Iturbe · Diego López · Fermín López · Juan Miranda · Cristhian Mosquera · Samu Omorodion · Aimar Oroz · Jon Pacheco · Marc Pubill · Abel Ruiz · Juanlu Sánchez · Arnau Tenas · Beñat Turrientes | Pháp (FRA) · Maghnes Akliouche · Loïc Badé · Rayan Cherki · Joris Chotard · Andy Diouf · Désiré Doué · Arnaud Kalimuendo · Manu Koné · Alexandre Lacazette · Johann Lepenant · Bradley Locko · Castello Lukeba · Soungoutou Magassa · Jean-Philippe Mateta · Chrislain Matsima · Enzo Millot · Obed Nkambadio · Michael Olise · Guillaume Restes · Kiliann Sildillia · Adrien Truffert | Maroc (MAR) · Ilias Akhomach · Eliesse Ben Seghir · Benjamin Bouchouari · Mehdi Boukamir · Oussama El Azzouzi · Bilal El Khannous · Zakaria El Ouahdi · Abde Ezzalzouli · Rachid Ghanimi · Achraf Hakimi · Yassine Kechta · Haytam Manaout · El Mehdi Maouhoub · Munir Mohamedi · Akram Nakach · Soufiane Rahimi · Amir Richardson · Adil Tahif · Oussama Targhalline |
| Nữ       | Hoa Kỳ (USA) · Korbin Albert · Croix Bethune · Sam Coffey · Tierna Davidson · Crystal Dunn · Emily Fox · Naomi Girma · Lindsey Horan · Casey Krueger · Rose Lavelle · Casey Murphy · Alyssa Naeher · Jenna Nighswonger · Trinity Rodman · Emily Sams · Jaedyn Shaw · Sophia Smith · Emily Sonnett · Mallory Swanson · Lynn Williams                                      | Brasil (BRA) · Adriana · Ana Vitória · Antônia · Angelina · Duda Sampaio · Gabi Nunes · Gabi Portilho · Jheniffer · Kerolin · Lauren · Lorena · Luciana · Ludmila · Marta · Priscila · Rafaelle Souza · Tainá · Tamires · Tarciane · Thaís · Vitória Yaya · Yasmim | Đức (GER) · Nicole Anyomi · Ann-Katrin Berger · Jule Brand · Klara Bühl · Sara Doorsoun · Vivien Endemann · Laura Freigang · Merle Frohms · Giulia Gwinn · Marina Hegering · Kathrin Hendrich · Sarai Linder · Sydney Lohmann · Janina Minge · Sjoeke Nüsken · Alexandra Popp · Felicitas Rauch · Lea Schüller · Bibiane Schulze · Elisa Senß                         |

## Giải đấu nam

### Vòng bảng

#### Bảng A
| VT | Đội         | ST | T | H | B | BT | BB | HS | Đ | Giành quyền tham dự                 |
| -- | ----------- | -- | - | - | - | -- | -- | -- | - | ----------------------------------- |
| 1  | Pháp (H)    | 3  | 3 | 0 | 0 | 7  | 0  | +7 | 9 | Đi tiếp vào vòng đấu loại trực tiếp |
| 2  | Hoa Kỳ      | 3  | 2 | 0 | 1 | 7  | 4  | +3 | 6 | Đi tiếp vào vòng đấu loại trực tiếp |
| 3  | New Zealand | 3  | 1 | 0 | 2 | 3  | 8  | −5 | 3 |                                     |
| 4  | Guinée      | 3  | 0 | 0 | 3 | 1  | 6  | −5 | 0 |                                     |

#### Bảng B
| VT | Đội       | ST | T | H | B | BT | BB | HS | Đ | Giành quyền tham dự                 |
| -- | --------- | -- | - | - | - | -- | -- | -- | - | ----------------------------------- |
| 1  | Maroc     | 3  | 2 | 0 | 1 | 6  | 3  | +3 | 6 | Đi tiếp vào vòng đấu loại trực tiếp |
| 2  | Argentina | 3  | 2 | 0 | 1 | 6  | 3  | +3 | 6 | Đi tiếp vào vòng đấu loại trực tiếp |
| 3  | Ukraina   | 3  | 1 | 0 | 2 | 3  | 5  | −2 | 3 |                                     |
| 4  | Iraq      | 3  | 1 | 0 | 2 | 3  | 7  | −4 | 3 |                                     |

1. 1 2  Điểm đối đầu: Maroc 3, Argentina 0.

#### Bảng C
| VT | Đội               | ST | T | H | B | BT | BB | HS | Đ | Giành quyền tham dự                 |
| -- | ----------------- | -- | - | - | - | -- | -- | -- | - | ----------------------------------- |
| 1  | Ai Cập            | 3  | 2 | 1 | 0 | 3  | 1  | +2 | 7 | Đi tiếp vào vòng đấu loại trực tiếp |
| 2  | Tây Ban Nha       | 3  | 2 | 0 | 1 | 6  | 4  | +2 | 6 | Đi tiếp vào vòng đấu loại trực tiếp |
| 3  | Cộng hòa Dominica | 3  | 0 | 2 | 1 | 2  | 4  | −2 | 2 |                                     |
| 4  | Uzbekistan        | 3  | 0 | 1 | 2 | 2  | 4  | −2 | 1 |                                     |

#### Bảng D
| VT | Đội      | ST | T | H | B | BT | BB | HS | Đ | Giành quyền tham dự                 |
| -- | -------- | -- | - | - | - | -- | -- | -- | - | ----------------------------------- |
| 1  | Nhật Bản | 3  | 3 | 0 | 0 | 7  | 0  | +7 | 9 | Đi tiếp vào vòng đấu loại trực tiếp |
| 2  | Paraguay | 3  | 2 | 0 | 1 | 5  | 7  | −2 | 6 | Đi tiếp vào vòng đấu loại trực tiếp |
| 3  | Mali     | 3  | 0 | 1 | 2 | 1  | 3  | −2 | 1 |                                     |
| 4  | Israel   | 3  | 0 | 1 | 2 | 3  | 6  | −3 | 1 |                                     |

### Vòng đấu loại trực tiếp
|  | Tứ kết                       | Tứ kết                |                              |       | Bán kết               | Bán kết               |  |  | Tranh huy chương vàng | Tranh huy chương vàng |
|  |                              |                       |                              |       |                       |                       |  |  |                       |                       |
|  | 2 tháng 8 – Bordeaux         |                       |                              |       |                       |                       |  |  |                       |                       |
|  |                              |                       |                              |       |                       |                       |  |  |                       |                       |
|  | Pháp                         | 1                     |                              |       |                       |                       |  |  |                       |                       |
|  | Pháp                         | 1                     | 5 tháng 8 – Décines-Charpieu |       |                       |                       |  |  |                       |                       |
|  | Argentina                    | 0                     |                              |       |                       |                       |  |  |                       |                       |
|  | Argentina                    | 0                     | Pháp (s.h.p.)                | 3     |                       |                       |  |  |                       |                       |
|  | 2 tháng 8 – Marseille        |                       | Pháp (s.h.p.)                | 3     |                       |                       |  |  |                       |                       |
|  |                              | Ai Cập                | 1                            |       |                       |                       |  |  |                       |                       |
|  | Ai Cập (p)                   | Ai Cập                | 1                            | 1 (5) |                       |                       |  |  |                       |                       |
|  | Ai Cập (p)                   |                       | 9 tháng 8 – Paris            | 1 (5) |                       |                       |  |  |                       |                       |
|  | Paraguay                     | 1 (4)                 |                              |       |                       |                       |  |  |                       |                       |
|  | Paraguay                     | 1 (4)                 | Pháp                         | 3     |                       |                       |  |  |                       |                       |
|  | 2 tháng 8 – Paris            |                       | Pháp                         | 3     |                       |                       |  |  |                       |                       |
|  |                              | Tây Ban Nha (s.h.p.)  | 5                            |       |                       |                       |  |  |                       |                       |
|  | Maroc                        | Tây Ban Nha (s.h.p.)  | 5                            | 4     |                       |                       |  |  |                       |                       |
|  | Maroc                        | 5 tháng 8 – Marseille |                              | 4     |                       |                       |  |  |                       |                       |
|  | Hoa Kỳ                       | 0                     |                              |       |                       |                       |  |  |                       |                       |
|  | Hoa Kỳ                       | 0                     | Maroc                        | 1     |                       |                       |  |  |                       |                       |
|  | 2 tháng 8 – Décines-Charpieu |                       | Maroc                        | 1     |                       |                       |  |  |                       |                       |
|  |                              | Tây Ban Nha           | 2                            |       | Tranh huy chương đồng | Tranh huy chương đồng |  |  |                       |                       |
|  | Nhật Bản                     | Tây Ban Nha           | 2                            | 0     | Tranh huy chương đồng | Tranh huy chương đồng |  |  |                       |                       |
|  | Nhật Bản                     |                       | 8 tháng 8 – Nantes           | 0     |                       |                       |  |  |                       |                       |
|  | Tây Ban Nha                  | 3                     |                              |       |                       |                       |  |  |                       |                       |
|  | Tây Ban Nha                  | 3                     | Ai Cập                       | 0     |                       |                       |  |  |                       |                       |
|  |                              |                       |                              |       |                       |                       |  |  |                       |                       |
|  | Maroc                        | 6                     |                              |       |                       |                       |  |  |                       |                       |
|  | Maroc                        | 6                     |                              |       |                       |                       |  |  |                       |                       |

## Giải đấu nữ

### Vòng bảng

#### Bảng A
| VT | Đội         | ST | T | H | B | BT | BB | HS | Đ | Giành quyền tham dự                 |
| -- | ----------- | -- | - | - | - | -- | -- | -- | - | ----------------------------------- |
| 1  | Pháp (H)    | 3  | 2 | 0 | 1 | 6  | 5  | +1 | 6 | Đi tiếp vào vòng đấu loại trực tiếp |
| 2  | Canada      | 3  | 3 | 0 | 0 | 5  | 2  | +3 | 3 | Đi tiếp vào vòng đấu loại trực tiếp |
| 3  | Colombia    | 3  | 1 | 0 | 2 | 4  | 4  | 0  | 3 | Đi tiếp vào vòng đấu loại trực tiếp |
| 4  | New Zealand | 3  | 0 | 0 | 3 | 2  | 6  | −4 | 0 |                                     |

1. ↑  Canada bị FIFA trừ 6 điểm vào ngày 27 tháng 7 năm 2024 vì thành viên ban huấn luyện đội tuyển này đã do thám đối thủ bằng máy bay không người lái bất hợp pháp tại một địa điểm tập luyện chính thức.[11] Quyết định này đã được CAS duy trì vào ngày 31 tháng 7.[12]

#### Bảng B
| VT | Đội    | ST | T | H | B | BT | BB | HS | Đ | Giành quyền tham dự                 |
| -- | ------ | -- | - | - | - | -- | -- | -- | - | ----------------------------------- |
| 1  | Hoa Kỳ | 3  | 3 | 0 | 0 | 9  | 2  | +7 | 9 | Đi tiếp vào vòng đấu loại trực tiếp |
| 2  | Đức    | 3  | 2 | 0 | 1 | 8  | 5  | +3 | 6 | Đi tiếp vào vòng đấu loại trực tiếp |
| 3  | Úc     | 3  | 1 | 0 | 2 | 7  | 10 | −3 | 3 |                                     |
| 4  | Zambia | 3  | 0 | 0 | 3 | 6  | 13 | −7 | 0 |                                     |

#### Bảng C
| VT | Đội         | ST | T | H | B | BT | BB | HS | Đ | Giành quyền tham dự                 |
| -- | ----------- | -- | - | - | - | -- | -- | -- | - | ----------------------------------- |
| 1  | Tây Ban Nha | 3  | 3 | 0 | 0 | 5  | 1  | +4 | 9 | Đi tiếp vào vòng đấu loại trực tiếp |
| 2  | Nhật Bản    | 3  | 2 | 0 | 1 | 6  | 4  | +2 | 6 | Đi tiếp vào vòng đấu loại trực tiếp |
| 3  | Brasil      | 3  | 1 | 0 | 2 | 2  | 4  | −2 | 3 | Đi tiếp vào vòng đấu loại trực tiếp |
| 4  | Nigeria     | 3  | 0 | 0 | 3 | 1  | 5  | −4 | 0 |                                     |

#### Xếp hạng các đội đứng thứ ba
| VT | Bg | Đội      | ST | T | H | B | BT | BB | HS | Đ | Giành quyền tham dự                 |
| -- | -- | -------- | -- | - | - | - | -- | -- | -- | - | ----------------------------------- |
| 1  | A  | Colombia | 3  | 1 | 0 | 2 | 4  | 4  | 0  | 3 | Đi tiếp vào vòng đấu loại trực tiếp |
| 2  | C  | Brasil   | 3  | 1 | 0 | 2 | 2  | 4  | −2 | 3 | Đi tiếp vào vòng đấu loại trực tiếp |
| 3  | B  | Úc       | 3  | 1 | 0 | 2 | 7  | 10 | −3 | 3 |                                     |

### Vòng đấu loại trực tiếp
|  | Tứ kết                       | Tứ kết                       |                              |       | Bán kết               | Bán kết               |  |  | Tranh huy chương vàng | Tranh huy chương vàng |
|  |                              |                              |                              |       |                       |                       |  |  |                       |                       |
|  | 3 tháng 8 – Nantes           |                              |                              |       |                       |                       |  |  |                       |                       |
|  |                              |                              |                              |       |                       |                       |  |  |                       |                       |
|  | Pháp                         | 0                            |                              |       |                       |                       |  |  |                       |                       |
|  | Pháp                         | 0                            | 6 tháng 8 – Marseille        |       |                       |                       |  |  |                       |                       |
|  | Brasil                       | 1                            |                              |       |                       |                       |  |  |                       |                       |
|  | Brasil                       | 1                            | Brasil                       | 4     |                       |                       |  |  |                       |                       |
|  | 3 tháng 8 – Décines-Charpieu |                              | Brasil                       | 4     |                       |                       |  |  |                       |                       |
|  |                              | Tây Ban Nha                  | 2                            |       |                       |                       |  |  |                       |                       |
|  | Tây Ban Nha (p)              | Tây Ban Nha                  | 2                            | 2 (4) |                       |                       |  |  |                       |                       |
|  | Tây Ban Nha (p)              |                              | 10 tháng 8 – Paris           | 2 (4) |                       |                       |  |  |                       |                       |
|  | Colombia                     | 2 (2)                        |                              |       |                       |                       |  |  |                       |                       |
|  | Colombia                     | 2 (2)                        | Brasil                       | 0     |                       |                       |  |  |                       |                       |
|  | 3 tháng 8 – Paris            |                              | Brasil                       | 0     |                       |                       |  |  |                       |                       |
|  |                              | Hoa Kỳ                       | 1                            |       |                       |                       |  |  |                       |                       |
|  | Hoa Kỳ (s.h.p.)              | Hoa Kỳ                       | 1                            | 1     |                       |                       |  |  |                       |                       |
|  | Hoa Kỳ (s.h.p.)              | 6 tháng 8 – Décines-Charpieu |                              | 1     |                       |                       |  |  |                       |                       |
|  | Nhật Bản                     | 0                            |                              |       |                       |                       |  |  |                       |                       |
|  | Nhật Bản                     | 0                            | Hoa Kỳ (s.h.p.)              | 1     |                       |                       |  |  |                       |                       |
|  | 3 tháng 8 – Marseille        |                              | Hoa Kỳ (s.h.p.)              | 1     |                       |                       |  |  |                       |                       |
|  |                              | Đức                          | 0                            |       | Tranh huy chương đồng | Tranh huy chương đồng |  |  |                       |                       |
|  | Canada                       | Đức                          | 0                            | 0 (2) | Tranh huy chương đồng | Tranh huy chương đồng |  |  |                       |                       |
|  | Canada                       |                              | 9 tháng 8 – Décines-Charpieu | 0 (2) |                       |                       |  |  |                       |                       |
|  | Đức (p)                      | 0 (4)                        |                              |       |                       |                       |  |  |                       |                       |
|  | Đức (p)                      | 0 (4)                        | Tây Ban Nha                  | 0     |                       |                       |  |  |                       |                       |
|  |                              |                              |                              |       |                       |                       |  |  |                       |                       |
|  | Đức                          | 1                            |                              |       |                       |                       |  |  |                       |                       |
|  | Đức                          | 1                            |                              |       |                       |                       |  |  |                       |                       |